# Castanet (Tarn-et-Garonne)
Castanet település Franciaországban, Tarn-et-Garonne megyében. Lakosainak száma 275 fő (2022. január 1.). Castanet Monteils, Najac, La Rouquette, Vailhourles, Ginals és Parisot községekkel határos.

## Népesség
A település népességének változása:
| Lakosok száma | 254  | 282  | 289  | 289  | 285  | 281  | 277  | 277  | 275  |
|               | 2013 | 2015 | 2016 | 2017 | 2018 | 2019 | 2020 | 2021 | 2022 |